# هری گنس
هری گنس (انگلیسی: Harry Gannes؛ ۱۹۰۰ – ۳ ژانویه ۱۹۴۱) سردبیر خارجی دیلی ورکر طی عمده سال‌های دهه ۱۹۳۰ یک کمونیست آمریکایی شناخته شده در سطح کشوری بود.

## زندگی‌نامه
هری گنس در سال ۱۹۲۲ یکی از مؤسسان لیگ کارگران جوان بود که قبل از لیگ جوانان کمونیست وجود داشتند و برای مدت کوتاهی دبیرکل آن بود. به عنوان سردبیر دیلی ورکر او مربی تئودور دراپر بود که به همراه هم کتاب اسپانیا در شورش را در سال ۱۹۳۶ نوشتند.
کتاب او بنام چه موقع چین متحد می‌شود در ۱۹۳۷ بر اساس تحقیقات وی طی تجربه‌اش از سفرش به چین در سال ۱۹۳۲–۱۹۳۳ ائتلاف کومینتانگ – کمونیست‌ها و درگیری‌های این دو حزب را در اواسط دهه ۱۹۲۰ توضیح می‌دهد.
گنس به چین سفر کرد و بعداً در سال ۱۹۳۸ با پاسپورتی به اسم هنری جورج جکوبس به اروپا رفت. به این دلیل وی بخاطر تقلب در پاسپورت در سال ۱۹۳۹ تحت تعقیب قرار گرفت و تقریباً در همان زمان وی مریض شد و تشخیص داده شد که تومور مغزی دارد.

## درگذشت
گنیس در ۳ ژانویه ۱۹۴۰ به دلیل بیماری تومور مغزی جانش را از دست داد.

## آثار منتشرشده

### کتاب‌ها
- اسپانیا در شورش: تاریخچه‌ای از جنگ داخلی در اسپانیا، سال ۱۹۳۶، با تئودور دراپر
- چه موقع چین متحد می‌شود، تاریخچه تفسیری انقلاب چین، ۱۹۳۷

### کوتاه و خواندنی
- جوانان کارگر در آمریکا. با جورج اسوالد. شیکاگو: لیگ کارگران جوان از آمریکا، سال ۱۹۲۲.
- یانکی مستعمرات امپریالیستی قانون در فیلیپین، پورتو ریکو، هاوایی و دیگر اموال. نیویورک: بین‌المللی کوتاه و خواندنی، ۱۹۳۰.
- پیوند و گانگسترها. یعقوب برک، تصویرگر. شهر نیویورک: کارگران ناشران کتابخانه، ۱۹۳۱.
- جنگ در آفریقا، فاشیسم ایتالیایی، آماده به بردگی اتیوپی. نیویورک: کارگران کتابخانه ناشران، ۱۹۳۵.